# Georgi Donkov
Georgi Donkov (Sofia, 2 giugno 1970) è un ex calciatore bulgaro, di ruolo attaccante. Attualmente ricopre l'incarico di vice allenatore nel Wacker Burghausen.

## Palmarès

### Club

#### Competizioni nazionali
- Campionato bulgaro: 2

Levski Sofia: 1987-1988, 1992-1993
- Coppa di Bulgaria: 2

Levski Sofia: 1990-1991, 1991-1992
- 2. Fußball-Bundesliga: 1

Colonia: 1999-2000